# Popham
Popham is een civil parish in het bestuurlijke gebied Basingstoke and Deane, in het Engelse graafschap Hampshire. In 2001 telde de civil parish 44 inwoners.